# 여교사 (2017년 영화)
"여교사"는 2017년에 개봉한 대한민국의 영화이다.

## 줄거리
계약직 여교사 박효주는 이사장의 딸이라는 이유 하나로 자신을 제치고 낙하산으로 정교사가 된 추혜영이 몹시 거슬렸다. 하지만 혜영은 이를 아는지 모르는지 기억에도 없는데 후배라며 살갑게 굴었다. 그러다 잘나가는 혜영의 약혼남까지 만나게 되자, 그간 쌓였던 감정이 고스란히 폭발하고 말았다. 이후 어느날, 효주는 뜻밖의 현장을 목격하게 된다. 바로 자기 반 무용특기생 재하과 혜영의 밀회 현장이었다. 이후 혜영을 이길 수 있는 하나의 카드를 가진 효주는 역전의 기회를 노리는데...

## 캐스팅
- 김하늘 : 박효주 역
- 이원근 : 신재하 역
- 유인영 : 추혜영 역
- 이희준 : 표상우 역
- 기주봉 : 신병수 역
- 정석용 : 교감 역
- 홍완표 : 부장 교사 역
- 임화영 : 이윤미 역
- 곽동연 : 유종기 역
- 권수현 : 반장 역
- 김수진 : 여교사 1 역
- 이청희 : 여교사 2 역
- 김려은 : 계약직교사 1 역
- 박시영 : 계약직교사 2 역
- 신동환 : 계약직교사 3 역
- 차은서 : 20대 여교사 역
- 배성만 : 유종기 친구 1 역
- 임상현 : 유종기 친구 2 역
- 김민성 : 학생 1 역
- 서한열 : 학생 2 역
- 신동기 : 학생 3 역
- 명승훈 : 콩쿨 사회자 역
- 안성민 : 코펠리아 무용수 역
- 이근희 : 백조의 호수 무용수 역
- 정승연 : 사진기사 역
- 강정웅 : 정장 매장 직원 역
- 옥지영 : 김나연 역 (우정출연)
- 오나라 : 레슨교사 역 (우정출연)
- 이기우 : 최민호 역 (특별출연)
- 이경영 : 이사장 역 (특별출연)